# سفارة النيجر في فرنسا
سفارة النيجر في فرنسا هي أرفع تمثيل دبلوماسي لدولة النيجر لدى فرنسا. تقع السفارة في باريس وهي تهدف لتعزيز المصالح النيجرية في فرنسا.

## وصلات خارجية
- الموقع الرسمي
- قائمة سفارات النيجر
- قائمة السفارات في فرنسا